# Список супругов монархов Греции
В списке перечислены супруги королей Греции — Королевы-консорты. Когда супруг становился королём, им присваивался титул Её Величество Королева-консорт Греции. Только лишь Аспасии Манос, супруге короля Александра был присвоен титул принцессы Греческой, а не королевы.
| Портрет | Имя                    | Отец                                                | Рождение        | Брак             | Королева с                                     | Королева до                                  | Смерть         | Супруг        |
| ------- | ---------------------- | --------------------------------------------------- | --------------- | ---------------- | ---------------------------------------------- | -------------------------------------------- | -------------- | ------------- |
|         | Амалия Ольденбургская  | Август Павел Ольденбургский (Гольштейн-Готторпы)    | 21 декабря 1818 | 22 ноября 1836   | 22 ноября 1836                                 | 23 октября 1862 свержение супруга с престола | 20 мая 1875    | Оттон         |
|         | Ольга Константиновна   | Константин Николаевич (Романовы)                    | 3 сентября 1851 | 27 октября 1867  | 27 октября 1867                                | 18 марта 1913 убийство супруга               | 18 июля 1926   | Георг I       |
|         | София Прусская         | Фридрих III (Гогенцоллерны)                         | 14 июля 1870    | 27 октября 1889  | 18 марта 1913 вступление супруга на престол    | 11 июля 1917 свержение супруга               | 22 ноября 1936 | Константин I  |
|         | Аспасия Манос          | Петрос Манос (Манос)                                | 4 сентября 1896 | 4 ноября 1919    | 4 ноября 1919                                  | 25 октября 1920 смерть супруга               | 7 августа 1972 | Александр I   |
|         | София Прусская         | Фридрих III (Гогенцоллерны)                         | 14 июля 1870    | 27 октября 1889  | 19 декабря 1920 вступление супруга на престол  | 27 сентября 1922 свержение супруга           | 22 ноября 1936 | Константин I  |
|         | Елизавета Румынская    | Фердинанд I (Гогенцоллерн-Зигмаринген)              | 12 октября 1894 | 27 февраля 1921  | 27 сентября 1922 вступление супруга на престол | 25 марта 1924 свержение супруга              | 14 ноября 1956 | Георг II      |
|         | Фредерика Ганноверская | Эрнст Август Брауншвейгский (Ганноверская династия) | 18 апреля 1917  | 9 января 1938    | 1 апреля 1947 вступление супруга на престол    | 6 марта 1964 смерть супруга                  | 6 февраля 1981 | Павел I       |
|         | Анна-Мария Датская     | Фредерик IX (Глюксбурги)                            | 30 августа 1946 | 18 сентября 1964 | 18 сентября 1964                               | 1 июня 1973 ликвидация монархии              |                | Константин II |